# Master (album)
Master is het debuutalbum van de Amerikaanse deathmetalband Master. De opnamen voor het album vonden in 1989 plaats met Paul Speckmann op bas en als zanger, Bill Schmidt op drums en Chris Mittelbrun op gitaar. Twee dagen na de opnamen viel de bezetting al uiteen en het platenlabel Nuclear Blast keurde de opnamen af.
Aansluitend werd het hele album opnieuw opgenomen door Paul Speckmann met Aaron Nickeas (drums) en Jim Martinelli (gitaar). Toen Nuclear Blast ook deze opnamen had afgekeurd, werden de eerste opnamen met Schmidt en Mittelbrun alsnog gemixt. In 1990 kwam deze versie uit.
De aansluitende promotietournee voor dit album werd gedaan in de bezetting Paul Speckmann, Aaron Nickeas en Jim Martinelli.

## Nummers
1. Pledge of Allegiance - 02:38
2. Unknown Soldier - 02:39
3. Mangled Dehumanization - 02:30
4. Pay to Die - 03:12
5. Funeral Bitch - 02:06
6. Master - 02:55
7. Bass solo/Children of the Grave (Black Sabbath cover) - 05:57
8. Terrorizer - 02:27
9. The Truth - 03:15

## Bezetting
- Paul Speckmann – zang, basgitaar
- Chris Mittleburn - gitaar
- Bill Schmidt - drums

## Trivia
- In 1992 werd alsnog de eerder afgekeurde tweede opnamesessie voor dit debuutalbum, zijnde die met Nickeas en Martinelli, uitgebracht, maar wel onder de naam Speckmann Project om verwarring te voorkomen.